# Демонетизация
Демонетиза́ция — утрата каким-то товаром (например, такими благородными металлами, как золото и серебро) или определенным типом монет роли всеобщего эквивалента, всех или части (прежде всего средства обращения и платежа) функций денег. Ремонетизация — восстановление определенным товаром или монетой всех или части функций денег.
Примеры демонетизации:
- демонетизация как лишение определенного типа монет статуса законного средства платежа;
- демонетизация серебра;
- демонетизация золота.

Расширенная трактовка термина предполагает уменьшение использования денег в хозяйственном обороте и переход к бартеру или замену денежных платежей на передачу натуральных благ или товаров. Примерами такой трактовки являются понятия:
- демонетизация экономики как обратное понятию «монетизация экономики»[8];
- демонетизация льгот как обратное понятию «монетизация льгот»[9][10].

## Демонетизация законного средства платежа
Первоначальное значение термина «демонетизация» — лишение какого-то типа монет «денежного качества», денежных функций (в экономическом смысле), статуса законного средства платежа (в юридическом смысле). При этом монеты, лишенные этого статуса, могут подлежать обязательному изъятию с последующей перечеканкой, а могут оставаться в обращении, но уже не по номинальной стоимости, а только по цене содержащегося в них металла. Так, например, во Франции после введения в 1795 году франка и демонетизации в 1834 году монет прежней системы (экю, лиард и др.) многие из них оставались в обращении на протяжении всего XIX века наряду даже с монетами более ранних исторических периодов.
Демонетизация как инструмент регулирования денежного обращения начала использоваться еще в античности и могла быть вызвана как политическими, так и экономическими причинами. Так, по политическим мотивам в 107 году нашей эры император Траян распорядился изъять из обращения изношенные серебряные монеты и выпустить вместо них серию реституционных республиканских денариев. Цель — представить римскую историю как непрерывное целое, Империя наследует Республике. Из сравнительно недавней российской истории примером демонетизации по политическим соображением может выступать запрет монет царской чеканки в первые годы советской власти.
Экономические мотивы демонетизации могут быть самыми разнообразными — от необходимости унификации денежного обращения (см. статью «Денежная реформа Елены Глинской») или извлечения дополнительной прибыли в результате эксплуатации монетной регалии (см, например статью «Реновация монет») до перехода на новый тип денежной системы. В последнем случае наиболее характерные примеры демонетизации связаны с переходом от одного базового монетного металла к другому или от монометаллизма к биметаллизму и обратно, наконец, с утратой металлами, прежде всего золотом и серебром, всех или части денежных функций в связи с расширяющимся применением кредитных (банковских билетов, чеков) и бумажных денег, безналичных расчётов. Для описания экономических процессов, связанных с утратой благородными металлами функций денег, могут использоваться более конкретные понятия — «демонетизация серебра» и «демонетизация золота».

## Демонетизация металлов
Ключевые монеты античности, средневековья и нового времени были полноценными, то есть их номинал был близок к стоимости металла, из которого они изготавливались. Металл при этом выполнял функции денег непосредственно. Реализация этих функция осуществлялась в том числе через право свободной чеканки монет из металла, принадлежащего частным лицам. То есть любой человек имел право сдать на монетный двор неограниченное количество какого-то металла и, уплатив лишь пошлину на покрытие издержек производства, отчеканить из него полноценную звонкую монету. При серебряном стандарте допускается свободная чеканка монет из серебра, но может ограничиваться из золота, при золотом стандарте — наоборот. Так, например, в России свободная чеканка монет из частного серебра существовала до середины XVII века, но затем выпуск монет в обращение был монополизирован государством. После реформы 1839—1843 годов и введения серебряного стандарта право свободной чеканки было восстановлено в отношении как золотых, так и серебряных монет, а после реформы 1895—1897 годов и введения золотого стандарта только золотых. Дополнительные инструменты демонетизации конкретного металла — чеканка из него только разменных монет (как дополнение к монетам курсовым) и/или введение ограничений к приёму монет из этого металла законодательно установленными предельными суммами.

### Демонетизация бронзы
Первыми деньгами Древнего Рима были слитки практически необработанной бронзы (Aes rude), затем — слитки бронзы с изображениями (Aes signatum). Примерно в 312 года до н. э. появились литые бронзовые монеты, «тяжелая бронза» (Aes grave) — асс и его производные (семис, триенс, квадранс, унция и др.).
Первоначально асс весил 1 либру (либральный асс), но затем его масса неуклонно снижалась: в 289 году до н. э. — до 1⁄2 либры, в 268-м — до 1⁄6, в 217-м — до 1⁄12, наконец, в 89-м — до 1⁄24 либры. В 268 году до н. э. в дополнение к бронзовым монетам Рим начал чеканить серебряные денарии, весившие 4 скрупула (4,55 г). Исходя из установившегося к тому времени соотношения цен на медь и серебро (120:1), 1 денарий был приравнен к 10 ассам. В 217 году до н. э. одновременно со снижением веса асса до 1⁄12 либры Рим девальвировал денарий — до 3½ скрупула. В результате его стоимость была приравнена к 16 ассам.
В 89 году до н. э., снизив вес асса до 1⁄24 либры, но сохранив неизменным вес серебряных монет, а также отношение денария к ассу (1:16), Рим по сути превратил медные монеты в фиатные деньги. Это означало демонетизацию бронзы (меди), утрату функций денег данным сплавом (металлом) непосредственно.

### Демонетизация серебра
Серебро выполняло функции денег значительно дольше. В ряде стран долгое время действовал серебряный стандарт (например, в России он с небольшими перерывами просуществовал с момента зарождения денежной системы и до конца XIX века) или биметаллизм, предполагающий параллельное и почти равноправное использование серебра и золота или серебра и меди.
Демонетизация серебра и переход к золотомонетному или золотодевизному стандарту завершились в Европе и в США в XIX столетии, а во многих странах Азии и Африки — в середине XX века. Причина — резкие колебания соотношения цен на золото и серебро. Так, в Античности и Средние века соотношение цены серебра к золоту составляло 10—12:1, в XVII—XVIII веках — 14,5—15,6:1, к концу XIX века — 33,33:1, к середине XX — 50:1. В XIX веке эти колебания были вызваны как открытиями новых месторождений золота (особо крупные были найдены в Калифорнии и Австралии), так и увеличением соотношения добычи серебра сравнительно к золоту.
Одной из первых стран, которые отказались от биметаллизма и соответственно использования серебра как эквивалента денег, была Великобритания в 1816 году. За ней демонетизацию серебра провели Германская империя, США в 1873-м (см. статью «Монетный акт 1873 года»), Швеция, Норвегия и Австро-Венгрия — в 1892-м. В Российской империи демонетизация серебра и переход к золотому стандарту произошли вследствие денежной реформы Витте 1895—1897 годов.

### Демонетизация золота
Демонетизация золота — постепенный процесс утраты золотом своих денежных функций. Окончательно завершился в 1971—1976 годах c распадом Бреттон-Вудской валютной системы — исторически последней международной валютной системы, основанной на золоте. После отказа в 1971 году правительства США в одностороннем порядке от обязательств, взятых в 1944 году на международной конференции в Бреттон-Вудсе о поддержании официальной цены золота (взамен которых за долларом США был закреплён статус резервной валюты) межстрановые сопоставления масштабов цен лишились «золотой основы», а золото перестало играть роль «всеобщего эквивалента» в международных экономических отношениях.
В период между первой и второй мировыми войнами демонетизация золота имело место на уровне национальных денежных систем, где золотые монеты в 1930-е годы были принудительно изъяты из внутреннего денежного обращения. В результате золото перестало выполнять функции средства обращения, средства платежа, а также средства образования сокровищ (частная тезаврация была объявлена незаконной, в частности, в США). Однако золото продолжало выполнять функции мировых денег, а также меры стоимости — как основа установления национального масштаба цен и, через него — валютных курсов.